# De Rode Loper
De Rode Loper was een showbizzmagazine op de Vlaamse televisiezender Eén. In het programma kwam allerlei nieuws uit de showbizzwereld aan bod, onder meer uit de mode-, muziek- en filmwereld. Vele Belgische en buitenlandse sterren passeerden de revue.
Op 14 januari 2011 bevestigde de VRT de geruchten over het schrappen van het programma in het kader van besparingen bij de Openbare Omroep. Vrijdag 24 juni 2011 was De Rode Loper voor de laatste keer te zien. Er werden in totaal 3151 afleveringen uitgezonden, goed voor 35.000 uur televisie.

## Presentatoren
De eerste presentatoren waren Lieve Ketelsleghers en Johan Persyn in 2000. Het programma werd daarna ook gepresenteerd door Tanja Dexters en Jo De Poorter. Van midden 2001 tot eind 2006 werd De Rode Loper afwisselend gepresenteerd door Martine Prenen en Yasmine. Prenen presenteerde het programma voor het laatst op 1 januari 2007; haar contract bij Eén liep ten einde en werd niet verlengd. Evy Gruyaert nam het van haar over. Vanaf 10 december 2007 nam Katja Retsin het over van Gruyaert. Sinds 2008 was Gruyaert echter opnieuw te zien, in plaats van Yasmine. In 2010 werd de geblesseerde Evy Gruyaert tijdelijk vervangen door Geena Lisa.
| Presentator             | Periode               |
| ----------------------- | --------------------- |
| Lieve Ketelsleghers     | 2000                  |
| Johan Persyn            | 2000                  |
| Tanja Dexters           | 2001                  |
| Jo De Poorter           | 2001                  |
| Martine Prenen          | 2001 - 2006           |
| Yasmine                 | 2001 - 2009           |
| Evy Gruyaert            | 2007 - 2011           |
| Katja Retsin            | 2007 - 2011           |
| Geena Lisa              | 2010 - 2011 (interim) |
| Saartje Vandendriessche | 2011 (interim)        |